# Ayutthaya (stad)
Ayutthaya (Volledige naam: Phra Nakhon Si Ayutthaya, Thai: พระนครศรีอยุธยา) is een stad in Centraal-Thailand, op nog geen 100 km van Bangkok. De stad is vernoemd naar de Indiase stad Ayodhya.
Ayutthaya is de hoofdstad van de provincie Ayutthaya en het Amphoe (district) Ayutthaya. De stad heeft ongeveer 70.000 inwoners.
De moderne stad ligt tegen de oude stad Ayutthaya aan, de hoofdstad van het oude koninkrijk Ayutthaya. Het Historisch Park Ayutthaya, dat de oude stad omvat, staat op de werelderfgoedlijst van UNESCO.
Aan de oostelijke oever van de rivier de Chao Phraya, op de oude plek van een handelspost van de VOC, is het Baan Hollanda Informatiecentrum gevestigd. Baan Hollanda, dat Hollands Huis betekent, werd in 2004 door koningin Beatrix geschonken aan de Thaise koning Bhumibol en het Thaise volk ter viering van vierhonderd jaar Thai-Nederlandse betrekkingen. Het Baan Hollanda Informatiecentrum vertelt over de geschiedenis van de betrekkingen tussen Nederland en Thailand, hoe de Nederlanders tijdens het koninkrijk Siam in Ayutthaya woonden, werkten en leefden en heeft een aantal Nederlands gerelateerde exposities, zoals de Dutch Water Show Case en evenementen.